# Urochloa platyrrhachis
Urochloa platyrrhachis är en gräsart som beskrevs av Charles Edward Hubbard. Urochloa platyrrhachis ingår i släktet leverhirser, och familjen gräs. Inga underarter finns listade i Catalogue of Life.